# Karl Hutter
Karl Hutter (* 14. Februar 1851 in Wallmerod; † 15. Juni 1913 in New York) war Patentinhaber für den Bügelverschluss mit Porzellankopf und Gummidichtung.

## Leben
Karl Hutter (Carl Caspar Hutter) wurde in Wallmerod einem Ort im Westerwald geboren. Sein Vater war der Gastwirt und Bäcker Johann Hutter aus Salz, sein Onkel der Wallmeroder Bürgermeister Caspar Hutter. Er wanderte 1867 als 16-Jähriger über Antwerpen mit dem
Dampfschiff „City of Cork“ in die Vereinigten Staaten von Amerika aus und wurde 1872 Bürger der USA. Zunächst soll Hutter als Bierabfüller und später in einer Abfüll- und Vertriebsgesellschaft gearbeitet haben. Am 5. Juni 1877 kaufte er das Patent über einen Bügelverschluss von Charles de Quillfeldt und vermarktete es. 1893 meldete er das Patent Bügelverschluss in Verbindung mit Porzellankopf und Gummidichtung, den heutigen Ploppverschluss, an. Inzwischen zu einigem Wohlstand gekommen, spendete er seiner Heimatgemeinde Wallmerod immer wieder Geld. Projekte, die er förderte, waren der Anschluss ans Bahnnetz, den Bau der Wasserleitung und des Abwasserkanals. Schwer an Leberkrebs erkrankt, brachte sich der Junggeselle am 15. Juni 1913 in New York um. Er vermachte ein Viertel seines Nachlasses und mehr als 60.000 Dollar an öffentliche Einrichtungen und mehr als 100.000 Dollar an seine Mitarbeiter. Wallmerod bedachte er mit 10.000 Dollar.